# Onze-Lieve-Vrouw Hulp-der-Christenenkapel (Zele)

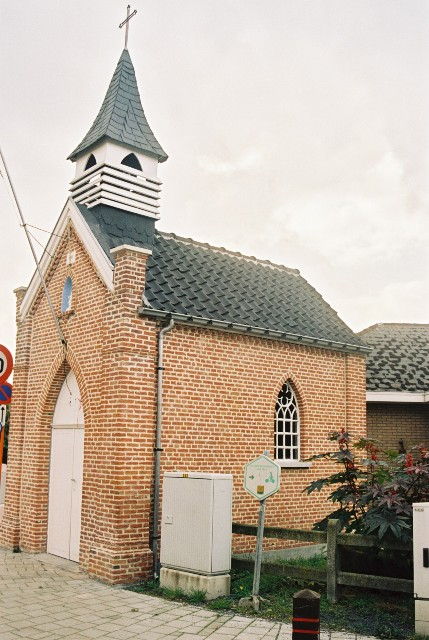
Onze-Lieve-Vrouw Hulp-der-Christenenkapel

De Onze-Lieve-Vrouw Hulp-der-Christenenkapel is een kapel in het tot de Oost-Vlaamse gemeente Zele behorende gehucht Hansevelde, gelegen aan Hansevelde.

## Geschiedenis
De kapel werd gebouwd in 1760, maar gedurende de Franse tijd (eind 18e eeuw) werd deze kapel verwoest.
In 1866 werd de kapel herbouwd op de vroegere fundering, nu in neogotische stijl. In 2003 werd de kapel gerestaureerd.

## Gebouw
Het betreft een bakstenen gebouwtje op rechthoekige plattegrond met een halfcirkelvormige koorafsluiting. Op het zadeldak bevindt zich een dakruiter. Boven de toegangsdeur is een nisje met daarin een Mariabeeld.